# Michaeliodes friesei
Michaeliodes friesei is een vlinder uit de familie snuitmotten (Pyralidae). De wetenschappelijke naam is voor het eerst geldig gepubliceerd in 1969 door Roesler.
De soort komt voor in Europa.